# Etihad Ship Building
Etihad Ship Building LLC (ESB) ist eine Werft mit Sitz in Abu Dhabi in den Vereinigten Arabischen Emiraten. 

## Geschichte
Etihad Ship Building LLC wurde 2010 als Joint Venture der italienischen Werft Fincantieri, der Al Fattan Ship Industries und der Melara Middle East gegründet. Ziel ist es, ESB als lokalen Komplettanbieter von der Auslegung über die Konstruktion, Bau und Ausrüstung über die Abnahmefahrten bis hin zu Wartung und Reparatur zu etablieren.